# Petr Faster
Petr Faster (29. června 1801, Domažlice – 19. listopadu 1868, Praha) byl český vlastenec, místopředseda Svatováclavského výboru a člen Národního výboru v revolučním roce 1848.

## Životopis
Narodil se a vyrůstal v rodině řezníka Kašpara Fastra a Salomeny, rozené Čechové. Studoval gymnázium v Klatovech, z něhož byl za svoji vzpouru-roztrhání „knížky hanby“ (musel ji nosit každý, kdo ve škole promluvil česky) ze studia vyloučen. Vyučil se mlynářem a pak byl na „vandru“ po mlýnech v Čechách, Rakousku a Štýrsku. Brzy však odešel do Prahy, kam ho vedlo jeho vlastenecké smýšlení i snaha najít práci. Zde se 19. července 1824 oženil v Břevnově s Marií Kejmarovou; spoluvlastnil zde krupařský obchod. V roce 1834 se přestěhovali Fastrovi na najatý mlýn a pilu (na řece Berounce) v Zadní Třebáni. V manželství se narodilo (v letech 1825–1845) celkem čtrnáct dětí, z toho se dospělosti dožilo osm (6 dcer a 2 synové ).

### Opět v Praze

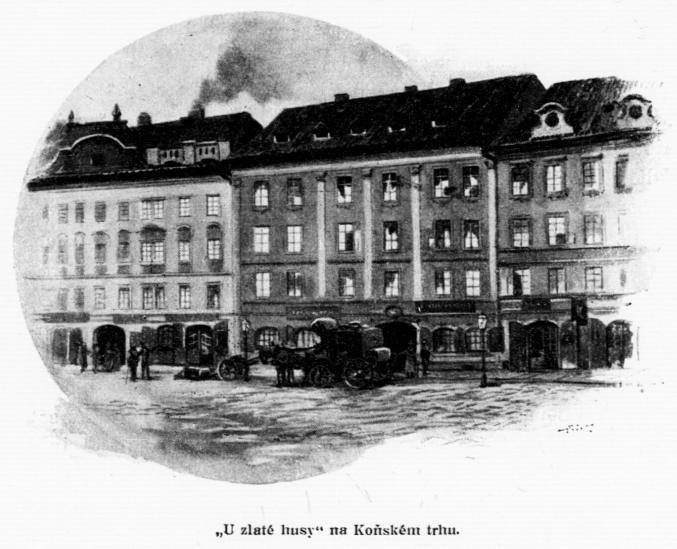
Hostinec U Zlaté husy v podobě okolo roku 1850

S rodinou se opět v roce 1839 usadil v Praze; nejprve na Smíchově, najal si zájezdní hospodu „U čísla prvního“. Od roku 1843 vlastnil kafírnu ve Svatováclavských lázních (u Karlova náměstí) a později byl hoteliér U zlaté husy na Koňském trhu (Václavském náměstí). Kafírna v lázních se brzy stala střediskem literátů, malířů a dalších svobodomyslných vlastenců. Faster se podílel na založení české průmyslové školy a na vzniku (1845) Besedy měšťanské v Praze-spolku českého měšťanstva, prvního v celých Čechách. Stal se členem Tajné politické společnosti Český Repeal (vznikla 1844).

### Rok 1848

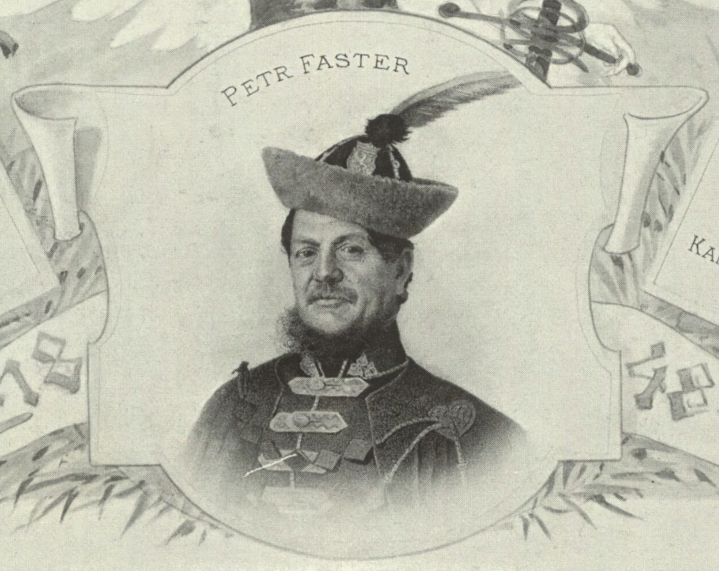
Petr Faster v kroji s českými insigniemi (Národní album, 1899)

V roce 1848 byl spolupracovníkem Josefa Václava Friče, Františka Braunera, Antonína Strobacha. Právě u něj doma se konaly tajné i veřejné schůze. Rozšiřoval také české knihy; zasloužil se (s Aloisem Pravoslavem Trojanem) o shromáždění 11. března v Praze ve Svatováclavských lázních, kde jako mluvčí shromáždění přednesl petici za zrovnoprávnění češtiny s němčinou. Byl v deputaci s peticí (19. března i druhé v dubnu) k císaři do Vídně (první byla císaři Ferdinandovi předána 22. března). Patřil ke známějším osobnostem a na návrh starosty dr. A. Štrobacha se nová městská rada usnesla udělit mu „národní odměnu“ (ta byla 1850, kdy už nebyl členem rady odvolána – zrušena).
Po vypuknutí červnových bouří měl pochybnosti o vyhlídce odporu, bude-li stát jen na bedrech Pražanů. Musel z Prahy uprchnout, byl i lehce zraněn, ale rozhodl se přivolat ozbrojenou pomoc a vydal se pro ni z Prahy na venkov. Chtěl jet až do Domažlic a přes Berounsko, kde měl hodně známých i přátel. Po vítězství reakce byla na jeho dopadení vypsána odměna; uchýlil se k bratranci do Domažlic, potom zatčení unikl do Stodu u Plzně, ale stejně byl na udání 21. června 1848 zde zatčen noční hlídkou národní gardy a eskortován k vojenskému soudu na Hradčanech, odkud byl propuštěn na svobodu až 18. září 1848.

### Odchod z politiky
V padesátých letech se nesměl účastnit veřejného života, stal se u mnoha bázlivých v národních kruzích persona non grata a stával se vlivem Bachovského despotismu i občasných pomluv osamocen. Do politického života se nevrátil a věnoval se jedině své rodině a živnosti. Odešel ze »Zlaté husy«, měl potom hostinec v poutním místě Hájku u Jenče, pak novoměstskou kavárnu »U Mystiků« proti soudu a potom až do konce života žil v Břevnově, kde byla v těch letech mlynářkou jeho sestra, jeho bratr P. Method Faster byl farářem u sv. Markéty.

### Úmrtí
Zemřel (10 měsíců po své ženě Marii) 19. listopadu 1868 v Břevnově, byl pochován na místním hřbitově (č.hrobu A, 7, 7). Dne 1. října. 1899 mu byl na hřbitově odhalen pomník (nákladem spolku »Hostimil«) a v Praze-Břevnově je po tomto vlastenci a aktivním bojovníku za větší politické svobody pojmenována ulice – Fastrova. Fastrovu ulici nalezneme též v Domažlicích; v Říčanech byla ulice pojmenována Petra Fastra.